# Augustovi vrtovi
Augustovi vrtovi (lat. Gardini di Augusto), izvorno poznati pod imenom Krupp Gardens, su botanički vrtovi na otoku Capriju, Kampanija, Italija.
Vrtove je osnovao njemački industrijalac Friedrich Alfred Krupp početkom dvadesetog stoljeća kako bi izgradio svoju vilu na Capriju. U početku su vrtovi preuzeli naziv "Kruppovi vrtovi", naziv koji se držao do 1918., kada su vrtovi preimenovani u "Augustovi vrtovi", ime pod kojim su i danas poznati.
Vrtovi, dizajnirani u terasama s pogledom na more, mogu se smatrati svjedočanstvom bogate flore otoka Caprija, s raznim ukrasnim biljkama i cvijećem kao što su geraniji, dalije i brnistre.
U vrtovima se nalazi spomenik Vladimiru Lenjinu, jedan od rijetkih takve vrste u Italiji, koji je 1968. godine, nakon odobrenja općinske odluke, izradio talijanski kipar Giacomo Manzu kojemu je radove naručilo sovjetsko veleposlanstvo u Italiji. Spomenik, koji se sastoji od nekoliko mramornih blokova visokih 5 metara, nalazi se u vrtovima ispred kuće ruskog pisca Maksima Gorkog, koji je tamo ugostio Lenjina 1908.
Iz Augustovih vrtova može pruža  panoramski pogled od 180 stupnjeva na otok Capri jer se vidi planina Solaro, zaljev Marina Piccola i Faraglioni.

## Vanjske poveznice
|  | Zajednički poslužitelj ima još gradiva o temi Augustovi vrtovi |